# Cometa non periodica
Il termine cometa non periodica designa tutte le comete che hanno o orbite paraboliche, ossia con eccentricità uguale a 1, od orbite iperboliche, ossia con eccentricità superiore a 1, od orbite ellittiche con periodi superiori ai 200 anni e delle quali non siano stati osservati almeno due passaggi al perielio. Finora la cometa 153P/Ikeya-Zhang è l'unica cometa a lungo periodo (366 anni), di cui sono stati osservati due passaggi al perielio, a essere classificata come periodica. Le comete non periodiche vengono contraddistinte dal prefisso C/.
Le comete non periodiche hanno eccentricità molto vicine a 1; il valore dell'eccentricità è ricavato dalle coordinate celesti misurate durante il periodo in cui si è riusciti a osservare una cometa: questo arco di tempo, chiamato anche arco osservativo, che varia da pochi giorni ad alcuni anni, è molto spesso insufficiente per stabilire se una cometa ha effettivamente un'orbita ellittica ad altissima eccentricità o parabolica: bisogna specificare che il mero calcolo matematico dell'eccentricità è sempre possibile e dà sempre un valore dell'eccentricità, ma gli errori di rilevazione delle coordinate, che pur minimi esistono sempre, comportano come conseguenza che anche l'eccentricità sia calcolata con un intervallo di errore e quando si hanno eccentricità molto prossime a 1 l'errore può essere tale da non potere escludere del tutto un'orbita ellittica, parabolica o addirittura iperbolica.
Bisogna inoltre considerare che ogni orbita astronomica, di una cometa o anche di un qualsiasi altro corpo celeste, è un'orbita osculatrice, cioè valida solo per un determinato momento per cui oggi un'orbita può essere un'orbita ellittica ad altissima eccentricità, esempio 0,999999, ma tra un anno, in seguito alle perturbazioni planetarie, può diventare 1,000001: apparentemente si tratta di una piccola variazione numerica, nella realtà si traduce nel cambiamento da un tipo di orbita a un altro e poiché un'orbita ellittica è un'orbita chiusa, una cometa potrebbe avere un periodo di 1.000.000 di anni e di conseguenza essere una cometa periodica a lungo periodo, invece un'orbita parabolica o iperbolica implica un sicuro non ritorno, salvo cambiamento di tipo di orbita.

## Lista di comete con orbite ellittiche a lungo periodo
In ordine di scoperta:
| Cometa                               | Scopritore/i                                 | Data della scoperta | Orbita retrograda (SI, NO) | Visibilità a occhio nudo (SI, NO) | Periodo in anni | Note |
| ------------------------------------ | -------------------------------------------- | ------------------- | -------------------------- | --------------------------------- | --------------- | --- |
| X/1106 C1                            | -                                            | 2 febbraio 1106     | SI                         | SI                                | < 1.000         | grande cometa del 1106 appartenente alla famiglia delle comete Kreutz, la X iniziale indica che finora non si è potuto calcolare un'orbita certa di questa cometa                                             |
| C/1811 F1                            | -                                            | 1811                | SI                         | SI                                | ≈ 3.096         | grande cometa del 1811 |
| C/1843 D1                            | -                                            | 28 febbraio 1843    | SI                         | SI                                | < 1.000         | grande cometa del 1843 appartenente alla famiglia delle comete Kreutz |
| C/1844 Y1                            | -                                            | 18 dicembre 1844    | NO                         | SI                                | ≈ 6.800         | grande cometa del 1844, probabilmente correlata alla C/2019 Y4 ATLAS |
| C/1846 B1 de Vico                    | de Vico                                      | 30 gennaio 1846     | NO                         |                                   | ≈ 2.750         | cometa scoperta da un astronomo italiano |
| C/1854 R1 Klinkerfues                | Klinkerfues                                  | 11 settembre 1854   | NO                         |                                   | < 1.300         | ha una MOID molto piccola con la Terra dando origine a uno sciame meteorico nel Cigno |
| C/1854 Y1 Winnecke-Dien              | Winnecke - Dien                              | 22 dicembre 1854    | NO                         |                                   | ≈ 1960          | |
| C/1855 L1 Donati                     | Donati                                       | 5 giugno 1855       | SI                         |                                   | 252             | cometa scoperta da Firenze da un astronomo italiano |
| C/1857 Q1 Klinkerfues                | Klinkerfues                                  | 20 agosto 1857      | SI                         | SI                                | ≈ 2.460         | |
| C/1858 L1 Donati                     | Donati                                       | 2 giugno 1858       | SI                         | SI                                | ≈ 1.950         | cometa scoperta da Firenze da un astronomo italiano |
| C/1861 G1 Thatcher                   | Thatcher                                     | 4 aprile 1861       | NO                         | SI                                | 415             | ha una MOID molto piccola con la Terra dando origine allo sciame meteorico delle Liridi |
| C/1863 G1 Klinkerfues                | Klinkerfues                                  | 11 aprile 1863      | SI                         |                                   | ≈ 45.000-46.000 | |
| C/1863 G2 Respighi                   | Respighi                                     | 15 aprile 1863      | NO                         | NO                                | < 17.800        | cometa scoperta da Bologna da un astronomo italiano |
| C/1864 O1 Donati-Toussaint           | Donati - Toussaint                           | 27 luglio 1864      | SI                         |                                   | ≈ 55.000        | cometa scoperta da Firenze da due astronomi italiani |
| C/1882 R1                            | -                                            | 1º settembre 1882   | SI                         | SI                                | < 1.000         | grande cometa del 1882 appartenente alla famiglia delle comete Kreutz |
| C/1889 O1 Davidson                   | John Ewen Davidson                           | 19 luglio 1889      | NO                         | SI                                | ≈ 9.100         | |
| C/1890 V1 Zona                       | Zona                                         | 15 novembre 1890    | SI                         | NO                                | ≈ 11.000        | cometa scoperta da Palermo da un astronomo italiano |
| C/1893 N1 Rordame-Quenisset          | Rordame - Quénisset                          | 8 luglio 1893       | SI                         | SI                                | ≈ 44.150        | |
| C/1906 V1 Thiele                     | Thiele                                       | 10 novembre 1906    | NO                         | NO                                | 114,56          | il suo periodo potrebbe essere di oltre 500 anni |
| C/1907 L2 Daniel                     | Daniel                                       | 9 giugno 1907       | NO                         | SI                                | ≈ 8.758         | è stata visibile a occhio nudo |
| C/1910 A1                            | -                                            | 17 gennaio 1910     | SI                         | SI                                | ≈ 4.108.800     | grande cometa del 1910, spesso confusa con la Halley, visibile anch'essa a occhio nudo nello stesso anno |
| C/1911 N1 Kiess                      | Kiess                                        | 6 luglio 1911       | SI                         | SI                                | ≈ 2.497         | è il corpo progenitore dello sciame meteorico delle Alfa Aurigidi |
| C/1911 O1 Brooks                     | Brooks                                       | 20 luglio 1911      | NO                         | SI                                | ≈ 2.089         | è stata ben visibile a occhio nudo con una coda lunga 40° |
| C/1911 S2 Quenisset                  | Quénisset                                    | 23 settembre 1911   | SI                         | NO                                | ≈ 8.900         | |
| C/1927 X1 Skjellerup-Maristany       | Skjellerup - Maristany                       | 4 dicembre 1927     | NO                         | SI                                | ≈ 36.900        | fu la grande cometa del 1927 |
| C/1929 Y1 Wilk                       | Wilk                                         | 20 dicembre 1929    | SI                         | NO                                | ≈ 18.200        | ha una piccolissima MOID con Venere |
| C/1931 P1 Ryves                      | Ryves                                        | 10 agosto 1931      | SI                         | SI                                | ≈ 1.210         | cometa scoperta a occhio nudo |
| C/1931 O1 Nagata                     | Nagata                                       | 15 luglio 1931      | NO                         | NO                                | 357             | |
| C/1936 K1 Peltier                    | Peltier                                      | 15 maggio 1936      | NO                         | SI                                | ≈ 1.550         | |
| C/1936 O1 Kaho-Kozik-Lis             | Kaho - Kozik - Lis                           | 17 luglio 1936      | SI                         | NO                                | 888             | |
| C/1939 B1 Kozik-Peltier              | Kozik - Peltier                              | 17 gennaio 1939     | NO                         | NO                                | ≈ 1.977         | ha una MOID piccolissima col pianeta Venere |
| C/1939 H1 Jurlof-Achmarof-Hassel     | C. N. Jurlof - I. V. Achmarof - Olaf Hassel  | 15 aprile 1939      | SI                         | SI                                | ≈ 6.460         | cometa scoperta a occhio nudo da numerosi osservatori |
| C/1939 V1 Friend                     | Friend                                       | 1 novembre 1939     | SI                         | NO                                | ≈ 6.150         | |
| C/1941 B1 Friend-Reese-Honda         | Friend - Reese - Honda                       | 16 gennaio 1941     | NO                         | NO                                | ≈ 355           | |
| C/1945 X1 du Toit                    | du Toit                                      | 11 dicembre 1945    | SI                         | NO                                | ≈ 950 ?         | appartenente alla famiglia delle comete Kreutz |
| C/1948 L1 Honda-Bernasconi           | Honda - Bernasconi                           | 3 giugno 1948       | NO                         | SI                                | ≈ 67.900        | cometa coscoperta da un astrofilo italiano |
| C/1952 M1 Peltier                    | Peltier                                      | 20 giugno 1952      | NO                         | NO                                | ≈ 312.500       | |
| C/1953 G1 Mrkos-Honda                | Mrkos - Honda                                | 12 aprile 1953      | SI                         | NO                                | ≈ 7.700         | |
| C/1961 O1 Wilson-Hubbard             | A. Stewart Wilson - William B. Hubbard       | 23 luglio 1961      | NO                         | SI                                | ≈ 34.350        | |
| C/1961 R1 Humason                    | Humason                                      | 1º settembre 1961   | SI                         | NO                                | ≈ 2.940         | cometa gigante, è stata per molti anni la cometa con il più grande nucleo conosciuto |
| C/1961 T1 Seki                       | Seki                                         | 10 ottobre 1961     | SI                         | SI                                | 759             | visibile a occhio nudo, dà origine allo sciame meteorico delle Rho Virginidi di dicembre |
| C/1963 A1 Ikeya                      | Ikeya                                        | 2 gennaio 1963      | SI                         | SI                                | 932             | |
| C/1963 F1 Alcock                     | Alcock                                       | 19 marzo 1963       | NO                         | SI                                | ≈ 22.300        | visibile a occhio nudo e nucleo frammentatosi in cinque frammenti |
| C/1963 R1 Pereyra                    | Pereyra                                      | 14 settembre 1963   | SI                         | SI                                | 903             | cometa appartenente alla famiglia di comete Kreutz |
| C/1964 L1 Tomita-Gerber-Honda        | Tomita - Gerber - Honda                      | 6 giugno 1964       | SI                         | NO                                | ≈ 1.370         | cometa con piccola MOID con Venere e Marte |
| C/1964 N1 Ikeya                      | Ikeya                                        | 1º agosto 1964      | SI                         | NO                                | 391             | è ritenuta il corpo progenitore delle Epsilon Geminidi |
| C/1964 P1 Everhart                   | Everhart                                     | 7 agosto 1964       | NO                         | NO                                | ≈ 6.860         | |
| C/1965 S1 Ikeya-Seki                 | Ikeya - Seki                                 | 18 settembre 1965   | SI                         | SI                                | ≈ 876           | grande cometa del 1965 appartenente alla famiglia delle comete Kreutz, visibile in pieno giorno schermando il Sole                                                                                            |
| C/1966 P2 Barbon                     | Barbon                                       | 15 agosto 1966      | NO                         | NO                                | ≈ 36.500        | cometa scoperta da un astronomo italiano dall'Osservatorio di Monte Palomar (California, USA) |
| C/1967 Y1 Ikeya-Seki                 | Ikeya - Seki                                 | 28 dicembre 1967    | SI                         | NO                                | ≈ 90.184        | |
| C/1968 H1 Tago-Honda-Yamamoto        | Tago - Honda - Yamamoto                      | 30 aprile 1968      | SI                         | NO                                | ≈ 2.300         | |
| C/1969 T1 Tago-Sato-Kosaka           | Tago - Sato - Kosaka                         | 10 ottobre 1969     | NO                         | SI                                | ≈ 513.427       | |
| C/1969 Y1 Bennett                    | Bennett                                      | 28 dicembre 1969    | SI                         | SI                                | ≈ 1.680         | divenne la prima grande cometa del 1970 |
| C/1970 K1 White-Ortiz-Bolelli        | Graeme White - Emilio Ortiz - Carlos Bolelli | 18 maggio 1970      | SI                         | SI                                | < 1.000         | fu la seconda grande cometa del 1970, appartiene alla famiglia delle comete Kreutz |
| C/1972 E1 Bradfield                  | Bradfield                                    | 12 marzo 1972       | SI                         | NO                                | ≈ 11.010        | cometa scoperta da un astrofilo neozelandese |
| C/1975 T1 Mori-Sato-Fujikawa         | Mori - Sato - Fujikawa                       | 5 ottobre 1975      | SI                         | NO                                | ≈ 15.876        | |
| C/1975 T2 Suzuki-Saigusa-Mori        | Suzuki - Saigusa - Mori                      | 5 ottobre 1975      | SI                         |                                   | 446             | è una delle comete che più si è avvicinata alla Terra negli ultimi 2.000 anni e che potrebbe essere all'origine di uno sciame meteorico                                                                       |
| C/1975 V1 West                       | West                                         | 10 agosto 1975      | NO                         | SI                                | ≈ 560.000       | grande cometa del 1976 |
| C/1976 D1 Bradfield                  | Bradfield                                    | 19 febbraio 1976    | NO                         | NO                                | ≈ 1.600         | dà origine allo sciame meteorico delle Beta Tucanidi |
| C/1977 R1 Kohler                     | Merlin Kohler                                | 4 settembre 1977    | NO                         | NO                                |                 | ha una MOID di poco più di 1,3 milioni di km |
| C/1979 Y1 Bradfield                  | Bradfield                                    | 24 dicembre 1979    | SI                         | SI                                | ≈ 303           | |
| C/1980 Y1 Bradfield                  | Bradfield                                    | 17 dicembre 1980    | SI                         | SI                                |                 | |
| C/1981 H1 Bus                        | Bus                                          | 26 aprile 1981      | SI                         | NO                                | ≈ 125.000       | |
| C/1983 H1 IRAS-Araki-Alcock          | IRAS - Araki - Alcock                        | 25 aprile 1983      | NO                         | SI                                | ≈ 964           | è una delle comete che sono transitate più vicine alla Terra negli ultimi 2.000 anni, è stata visibile a occhio nudo, la si vedeva spostarsi tra le stelle, dà origine allo sciame meteorico delle Eta Liridi |
| C/1987 B1 Nishikawa-Takamizawa-Tago  | Nishikawa - Takamizawa - Tago                | 19 gennaio 1987     | SI                         | NO                                | ≈ 2.979         | |
| C/1987 P1 Bradfield                  | Bradfield                                    | 11 agosto 1987      | NO                         | SI                                | ≈ 2.122         | cometa al limite della visibilità a occhio nudo |
| C/1988 A1 Liller                     | Liller                                       | 11 gennaio 1988     | NO                         | NO                                | ≈ 3.850         | cometa correlata alle comete C/1996 Q1 Tabur, C/2015 F3 SWAN e C/2019 Y1 ATLAS |
| C/1989 A1 Yanaka                     | Yanaka                                       | 1 gennaio 1989      | NO                         | NO                                | 52.964          | |
| C/1990 N1 Tsuchiya-Kiuchi            | Kiyoshi Tsuchiya - Tsuruhiko Kiuchi          | 13 luglio 1990      | SI                         | NO                                | ≈ 3.500         | |
| C/1991 A2 Arai                       | Masaru Arai                                  | 5 gennaio 1991      | NO                         | NO                                | ≈ 2.000         | |
| C/1991 Q1 McNaught-Russell           | McNaught - Russell                           | 30 agosto 1991      | SI                         | NO                                | ≈ 14.310        | |
| C/1992 F1 Tanaka-Machholz            | Zenichi Tanaka - Machholz                    | 24 marzo 1992       | NO                         | NO                                | ≈ 5.500         | |
| C/1993 Y1 McNaught-Russell           | McNaught - Russell                           | 17 dicembre 1993    | NO                         | NO                                | ≈ 1.560         | è la cometa periodica con più lungo periodo riosservata a due passaggi successivi |
| C/1994 G1 Takamizawa-Levy            | Takamizawa - Levy                            | 14 aprile 1994      | SI                         | NO                                | ≈ 61.000        | |
| C/1994 J2 Takamizawa                 | Takamizawa                                   | 6 maggio 1994       | SI                         | NO                                | ≈ 12.700        | |
| C/1994 T1 Machholz                   | Machholz                                     | 8 ottobre 1994      | SI                         | NO                                | ≈ 236.000       | |
| C/1995 O1 Hale-Bopp                  | Hale - Bopp                                  | 23 luglio 1995      | NO                         | SI                                | ≈ 2.363         | grande cometa del 1997, vista a occhio nudo da tutto l'emisfero settentrionale |
| C/1995 Q2 Hartley-Drinkwater         | Hartley - Drinkwater                         | 29 agosto 1995      | SI                         | NO                                | 424             | |
| C/1996 B2 Hyakutake                  | Yuji Hyakutake                               | 30 gennaio 1996     | SI                         | SI                                | ≈ 108.000       | grande cometa del 1996, vista a occhio nudo da tutto l'emisfero settentrionale, è stata una delle comete che è passata più vicina alla Terra negli ultimi duemila anni                                        |
| C/1996 Q1 Tabur                      | Tabur                                        | 19 agosto 1996      | NO                         | SI                                | 22.379          | cometa correlata alle comete C/1988 A1 Liller, C/2015 F3 SWAN e C/2019 Y1 ATLAS |
| C/1996 R1 Hergenrother-Spahr         | Hergenrother - Spahr                         | 7 settembre 1996    | SI                         | NO                                | ≈ 1518          | |
| C/1997 O1 Tilbrook                   | Tilbrook                                     | 22 luglio 1997      | SI                         | NO                                | ≈ 811           | |
| C/1997 T1 Utsunomiya                 | Utsunomiya                                   | 3 ottobre 1997      | SI                         | NO                                | ≈ 27.910        | |
| C/1998 P1 Williams                   | Williams                                     | 10 agosto 1998      | SI                         | NO                                | ≈ 69.992        | ha un'orbita con una piccola MOID con il pianeta Marte |
| C/1999 A1 Tilbrook                   | Justin Tilbrook                              | 12 gennaio 1999     | NO                         | NO                                | ≈ 2.353         | la sua orbita è quasi perfettamente perpendicolare alle orbite dei pianeti |
| C/2002 F1 Utsunomiya                 | Utsunomiya                                   | 18 marzo 2002       | NO                         | NO                                | ≈ 29.298        | |
| C/2002 O6 SWAN                       | SOHO                                         | 25 luglio 2002      | NO                         | NO                                | ≈ 6.436         | |
| C/2002 X5 Kudo-Fujikawa              | Kudo - Fujikawa                              | 13 dicembre 2002    | SI                         | SI                                | ≈ 42.000        | |
| C/2004 Q2 Machholz                   | Donald Machholz                              | 27 agosto 2005      | NO                         | SI                                | ≈ 116.942       | |
| C/2005 P3 SWAN                       | SOHO                                         | 4 agosto 2005       | NO                         | NO                                | ≈ 278,89        | |
| C/2006 W3 Christensen                | Christensen                                  | 18 novembre 2006    | SI                         | NO                                | ≈ 2.412.879     | cometa dall'attività interessante nonostante la grande distanza dal Sole |
| C/2008 J1 Boattini                   | Boattini                                     | 2 maggio 2008       | NO                         | NO                                | ≈ 2.130         | cometa scoperta dall'Arizona (Usa) da un astronomo italiano |
| C/2009 E1 Itagaki                    | Itagaki                                      | 14 marzo 2009       | SI                         | NO                                | ≈ 254           | |
| C/2009 F6 Yi-SWAN                    | Dae-am Yi - SOHO                             | 29 marzo 2009       | NO                         | NO                                | ≈ 11.597        | cometa con un'orbita ad alta inclinazione e una piccola MOID con il pianeta Marte |
| C/2009 U5 Grauer                     | Grauer                                       | 23 ottobre 2009     | NO                         | NO                                | ≈ 1.091.185     | ha un periodo orbitale di oltre 1 milione di anni |
| C/2009 W2 Boattini                   | Boattini                                     | 21 novembre 2009    | SI                         | NO                                | 1.935.962       | cometa scoperta dall'Arizona (Usa) da un astronomo italiano |
| C/2010 F1 Boattini                   | Boattini                                     | 17 marzo 2010       | NO                         | NO                                | ≈ 555           | cometa scoperta dall'Arizona (Usa) da un astronomo italiano |
| C/2010 G1 Boattini                   | Boattini                                     | 5 aprile 2010       | NO                         | NO                                | ≈ 10.484        | cometa scoperta dall'Arizona (Usa) da un astronomo italiano |
| C/2010 J1 Boattini                   | Boattini                                     | 6 maggio 2010       | SI                         | NO                                | ≈ 223,05        | cometa scoperta dall'Arizona (Usa) da un astronomo italiano |
| C/2011 KP36 Spacewatch               | Spacewatch                                   | 21 maggio 2011      | NO                         | NO                                | ≈ 240           | |
| C/2011 Q4 SWAN                       | SOHO                                         | 4 settembre 2011    | SI                         | NO                                | ≈ 281,95        | |
| C/2011 W3 Lovejoy                    | Lovejoy                                      | 27 novembre 2011    | SI                         | SI                                | 680             | cometa radente appartenente alla famiglia delle comete Kreutz, sopravvissuta al passaggio al perielio |
| C/2012 F6 Lemmon                     | Catalina Sky Survey                          | 23 marzo 2012       | NO                         | SI                                | ≈ 10.700        | |
| C/2013 E2 Iwamoto                    | Iwamoto                                      | 10 marzo 2013       | NO                         | NO                                | ≈ 3.500         | |
| C/2013 J5 Boattini                   | Boattini                                     | 13 maggio 2013      | SI                         | NO                                | ≈ 640.000       | cometa scoperta dall'Arizona (Usa) da un astronomo italiano |
| C/2013 K1 Christensen                | Christensen                                  | 18 maggio 2013      | NO                         | NO                                | ≈ 712           | |
| C/2013 R1 Lovejoy                    | Lovejoy                                      | 7 settembre 2013    | NO                         | SI                                | 11.963          | |
| C/2014 Q2 Lovejoy                    | Lovejoy                                      | 17 agosto 2014      | NO                         | SI                                | ≈ 13.914        | |
| C/2014 UN271 Bernardinelli-Bernstein | Bernardinelli- Bernstein                     | 20 ottobre 2014     | SI                         | NO                                | ≈ 5.453.858     | è una cometa scoperta ben 17 anni prima del suo passaggio al perielio situato all'esterno dell'orbita del pianeta Saturno e del diametro di oltre 100 km                                                      |
| C/2015 D4 Borisov                    | Borisov                                      | 23 febbraio 2015    | NO                         | NO                                | ≈ 700           | ha una MOID molto piccola con la Terra |
| C/2015 F3 SWAN                       | SOHO                                         | 24 marzo 2015       | NO                         | NO                                | 3.528           | cometa correlata alle comete C/1988 A1 Liller, C/1996 Q1 Tabur e C/2019 Y1 ATLAS |
| C/2016 A8 LINEAR                     | LINEAR                                       | 14 gennaio 2016     | SI                         | NO                                | 207,72          | |
| C/2016 R2 PANSTARRS                  | Pan-STARRS                                   | 30 agosto 2016      | NO                         | NO                                | 19.985          | ha una composizione chimica peculare |
| C/2017 O1 ASASSN                     | ASASSN                                       | 19 luglio 2017      | NO                         | NO                                | 8.575           | |
| C/2018 F1 Grauer                     | Grauer                                       | 17 marzo 2018       | NO                         | NO                                | ≈ 5.625         | |
| C/2018 Y1 Iwamoto                    | Iwamoto                                      | 18 dicembre 2018    | SI                         | NO                                | ≈ 1.733         | |
| C/2019 Y1 ATLAS                      | ATLAS                                        | 16 dicembre 2019    | NO                         | NO                                | ≈ 3.591         | fa parte della famiglia di comete comprendente anche C/1988 A1 Liller, C/1996 Q1 Tabur e C/2015 F3 SWAN |
| C/2019 Y4 ATLAS                      | ATLAS                                        | 28 dicembre 2019    | NO                         | NO                                | ≈ 6.011         | cometa spezzatasi in 4 frammenti, probabilmente correlata alla C/1844 Y1 |
| C/2020 A2 Iwamoto                    | Iwamoto                                      | 8 gennaio 2020      | SI                         | NO                                | ≈ 34.661        | |
| C/2020 F3 NEOWISE                    | WISE                                         | 27 marzo 2020       | SI                         | SI                                | ≈ 6.768         | cometa ben visibile a occhio nudo |
| C/2020 F8 SWAN                       | SOHO                                         | 25 marzo 2020       | SI                         | NO                                | ≈ 541.397       | cometa scoperta dall'astrofilo australiano Michael Mattiazzo sulle immagini riprese dallo strumento SWAN della sonda SOHO                                                                                     |
| C/2021 D1 SWAN                       | SOHO                                         | 29 febbraio 2021    | NO                         | NO                                | ≈ 947           | cometa scoperta dall'astrofilo australiano Michael Mattiazzo sulle immagini riprese dallo strumento SWAN della sonda SOHO                                                                                     |
| C/2022 E3 ZTF                        | ZTF                                          | 2 marzo 2022        | SI                         | SI ?                              | ≈ 50.000        | |
| C/2023 P1 Nishimura                  | Nishimura                                    | 11 agosto 2023      | SI                         | SI                                | 520             | |
| C/2023 X1 Leonard                    | Leonard                                      | 4 dicembre 2023     | SI                         | NO                                | ≈ 2.200         | |

## Lista di comete con orbite paraboliche o iperboliche
In ordine di scoperta
| Cometa                                | Scopritore/i                                                | Data della scoperta | Orbita retrograda (SI, NO) | Visibilità a occhio nudo (SI, NO) | Note |
| ------------------------------------- | ----------------------------------------------------------- | ------------------- | -------------------------- | --------------------------------- | --- |
| C/390 Q1                              | -                                                           | 22 agosto 390       | NO                         | SI                                | grande cometa del 390 |
| C/962 B1                              | -                                                           | 28 gennaio 962      | SI                         | SI                                | potrebbe essere un precedente passaggio della cometa C/1854 L1 Klinkerfues                                                                                           |
| C/1132 T1                             | -                                                           | 3 ottobre 1132      | SI                         | SI                                | grande cometa del 1132 |
| C/1402 D1                             | -                                                           | 8 febbraio 1402     | NO                         | SI                                | è stata la grande cometa del 1402, visibile anche in pieno giorno a occhio nudo                                                                                      |
| C/1471 Y1                             | -                                                           | 21 dicembre 1471    | SI                         | SI                                | è stata la grande cometa del 1471 |
| C/1532 R1                             | -                                                           | 1 settembre 1532    | NO                         | SI                                | è stata la grande cometa del 1532 |
| C/1556 D1                             | -                                                           | 27 febbraio 1556    | NO                         | SI                                | è stata la grande cometa del 1556 |
| C/1577 V1                             | -                                                           | 1 novembre 1577     | SI                         | SI                                | è stata la grande cometa del 1577 |
| C/1652 Y1                             | van Riebeeck                                                | 17 dicembre 1652    | NO                         | SI                                | scoperta a occhio nudo, prima cometa scoperta dal Sudafrica |
| C/1664 W1                             | -                                                           | 17 novembre 1664    | SI                         | SI                                | grande cometa del 1664 |
| C/1665 F1                             | -                                                           | 27 marzo 1665       | SI                         | SI                                | grande cometa del 1665 |
| C/1684 N1                             | Bianchini                                                   | 1º luglio 1684      | NO                         |                                   | cometa scoperta da un astronomo italiano |
| C/1702 H1                             | Maraldi - Bianchini                                         | 23 aprile 1702      | NO                         |                                   | cometa scoperta da due astronomi italiani |
| C/1706 F1                             | Giacomo Filippo Maraldi - Cassini                           | 20 marzo 1706       | NO                         |                                   | cometa scoperta da due astronomi italiani |
| C/1707 W1                             | Manfredi - Stancari                                         | 29 novembre 1707    | NO                         |                                   | cometa scoperta da due astronomi italiani |
| C/1739 K1                             | Zanotti                                                     | 28 maggio 1739      | SI                         |                                   | cometa scoperta da Bologna da un astronomo italiano |
| C/1742 C1                             | -                                                           | 5 febbraio 1742     | SI                         |                                   | |
| C/1743 X1                             | -                                                           | 29 novembre 1743    | NO                         | SI                                | grande cometa del 1744 visibile anche di giorno, nota anche cometa di Chéseaux o la cometa dalle sei code                                                            |
| C/1790 A1 Herschel                    | Herschel                                                    | 7 gennaio 1790      | SI                         |                                   | |
| C/1790 H1 Herschel                    | Herschel                                                    | 17 aprile 1790      | SI                         | SI                                | |
| C/1797 P1 Bouvard-Herschel            | Bouvard - Herschel                                          | 14 agosto 1797      | SI                         | SI                                | scoperta a occhio nudo, è al 25º posto tra le comete passate più vicine alla Terra                                                                                   |
| C/1798 X1 Bouvard                     | Bouvard                                                     | 6 dicembre 1798     | SI                         | NO                                | |
| C/1808 R1 Pons                        | Pons                                                        | 11 settembre 1808   | SI                         | NO                                | la sua scoperta è stata ufficializzata solo dopo oltre duecento anni                                                                                                 |
| C/1833 S1 Dunlop                      | Dunlop                                                      | 1º ottobre 1833     | NO                         |                                   | |
| C/1845 D1 de Vico                     | de Vico                                                     | 25 febbraio 1845    | NO                         |                                   | cometa scoperta da un astronomo italiano |
| C/1846 O1 de Vico-Hind                | de Vico - Hind                                              | 30 luglio 1846      | SI                         |                                   | cometa coscoperta da un astronomo italiano |
| C/1846 S1 de Vico                     | de Vico                                                     | 23 settembre 1846   | NO                         |                                   | cometa scoperta da un astronomo italiano |
| C/1847 J1 Colla                       | Colla                                                       | 13 maggio 1847      | SI                         |                                   | cometa scoperta da un astronomo italiano |
| C/1847 T1 Mitchell                    | Mitchell                                                    | 1 ottobre 1847      | SI                         | SI                                | |
| C/1852 K1 Chacornac                   | Chacornac                                                   | 15 maggio 1852      | SI                         |                                   | cometa che potrebbe essere all'origine dello sciame meteorico delle Eta Eridanidi                                                                                    |
| C/1853 E1 Secchi                      | Secchi                                                      | 6 marzo 1853        | SI                         |                                   | cometa scoperta da un astronomo italiano |
| C/1853 L1 Klinkerfues                 | Klinkerfues                                                 | 10 giugno 1853      | NO                         | SI                                | è stata visibile anche a occhio nudo e con il Sole sopra l'orizzonte                                                                                                 |
| C/1853 W1 van Arsdale                 | Van Arsdale                                                 | 25 novembre 1853    | SI                         | NO                                | |
| C/1854 F1                             | -                                                           | 29 marzo 1854       | SI                         | SI                                | grande cometa del 1854 visibile a occhio nudo |
| C/1854 L1 Klinkerfues                 | Klinkerfues                                                 | 6 giugno 1854       | SI                         |                                   | dà origine allo sciame meteorico delle Epsilon Eridanidi |
| C/1857 M1 Klinkerfues                 | Klinkerfues                                                 | 22 giugno 1857      | SI                         |                                   | |
| C/1857 V1 Donati-van Arsdale          | Donati - Van Arsdale                                        | 10 novembre 1857    | SI                         |                                   | cometa coscoperta da un astronomo italiano da Firenze |
| C/1862 W1 Respighi                    | Respighi                                                    | 28 novembre 1862    | SI                         |                                   | cometa scoperta da Bologna da un astronomo italiano |
| C/1863 Y1 Respighi                    | Respighi                                                    | 28 dicembre 1863    | NO                         |                                   | cometa scoperta da Bologna da un astronomo italiano |
| C/1864 R1 Donati                      | Donati                                                      | 10 settembre 1864   | SI                         |                                   | cometa scoperta da un astronomo italiano |
| C/1868 L1 Winnecke                    | Winnecke                                                    | 13 giugno 1868      | SI                         | SI                                | |
| C/1891 F1 Barnard-Denning             | Barnard - Denning                                           | 29 marzo 1891       | NO                         | NO                                | |
| C/1892 F1 Denning                     | Denning                                                     | 18 marzo 1892       | NO                         | NO                                | |
| C/1900 O1 Borrelly-Brooks             | Borrelly - Brooks                                           | 23 luglio 1900      | NO                         | NO                                | potrebbe essere il corpo progenitore di uno sciame meteorico, ancora da confermare, con radiante nella costellazione dell'Idra Maschio                               |
| C/1907 G1 Grigg-Mellish               | Grigg - Mellish                                             | 8 aprile 1907       | SI                         | NO                                | la cometa dà origine allo sciame meteorico delle Delta Pavonidi |
| C/1907 T1 Mellish                     | Mellish                                                     | 13 ottobre 1907     | SI                         | NO                                | |
| C/1908 R1 Morehouse                   | Morehouse                                                   | 1 settembre 1908    | SI                         | SI                                | |
| C/1915 C1 Mellish                     | Mellish                                                     | 10 febbraio 1915    | NO                         |                                   | il suo nucleo si è frantumato in almeno 5 parti |
| C/1919 Q2 Metcalf                     | Metcalf                                                     | 22 agosto 1919      | NO                         | NO                                | la cometa potrebbe essere il corpo progenitore dello sciame meteorico delle Omicron Draconidi                                                                        |
| C/1925 F1 Shajn-Comas Solá            | Shajn - Comas Solá                                          | 22 maggio 1925      | SI                         | NO                                | |
| C/1925 V1 Wilk-Peltier                | Wilk - Peltier                                              | 13 novembre 1925    | SI                         | NO                                | |
| C/1927 A1 Blathwayt                   | Blathwayt                                                   | 11 gennaio 1927     | SI                         | NO                                | |
| C/1933 D1 Peltier                     | Leslie Copus Peltier                                        | 16 febbraio 1933    | NO                         | NO                                | |
| C/1940 S1 Okabayasi-Honda             | Okabayashi - Honda                                          | 1º ottobre 1940     | SI                         | NO                                | |
| C/1941 K1 van Gent                    | Hendrik van Gent                                            | 27 maggio 1941      | SI                         | NO                                | |
| C/1942 C1 Whipple-Bernasconi-Kulin    | Whipple - Bernasconi - Kulin                                | 25 gennaio 1942     | NO                         |                                   | cometa coscoperta da un astrofilo italiano |
| C/1943 R1 Daimaca                     | Victor Daimaca                                              | 10 settembre 1943   | SI                         | NO                                | |
| C/1943 W1 van Gent-Peltier-Daimaca    | van Gent - Peltier - Daimaca                                | 27 novembre 1943    | SI                         | NO                                | |
| C/1945 L1 du Toit                     | du Toit                                                     | 11 giugno 1945      | SI                         | NO                                | |
| C/1945 W1 Friend-Peltier              | Friend - Peltier                                            | 22 novembre 1945    | NO                         | NO                                | |
| C/1946 K1 Pajdusakova-Rotbart-Weber   | Pajdušáková - David Rotbart - Anton Weber                   | 29 maggio 1946      | SI                         | SI                                | |
| C/1946 P1 Jones                       | Jones                                                       | 6 agosto 1946       | NO                         | NO                                | |
| C/1947 F2 Becvar                      | Becvar                                                      | 27 marzo 1947       | SI                         | NO                                | potrebbe essere correlata con uno sciame meteorico |
| C/1947 V1 Honda                       | Honda                                                       | 13 novembre 1947    | SI                         | NO                                | |
| C/1948 E1 Pajdusakova-Mrkos           | Pajdušáková - Mrkos                                         | 13 aprile 1948      | SI                         | NO                                | |
| C/1951 C1 Pajdusakova                 | Pajdušáková                                                 | 4 febbraio 1951     | NO                         |                                   | |
| C/1951 G1 Groeneveld                  | Ingrid Groeneveld                                           | 2 aprile 1951       | NO                         | NO                                | la cometa è stata confermata ben 72 anni dopo la scoperta grazie a ricerche d'archivio                                                                               |
| C/1953 T1 Abell                       | Abell                                                       | 15 ottobre 1953     | NO                         |                                   | ha una MOID con la Terra di sole 0,0111856 UA |
| C/1953 X1 Pajdusakova                 | Pajdušáková                                                 | 3 dicembre 1953     | NO                         | NO                                | |
| C/1954 M2 Kresak-Peltier              | Kresák - Peltier                                            | 26 giugno 1954      | NO                         | NO                                | |
| C/1954 O1 Vozarova                    | Margita Vozárová                                            | 28 luglio 1954      | SI                         | NO                                | |
| C/1955 O1 Honda                       | Honda                                                       | 28 luglio 1955      | SI                         | SI                                | dopo un outburst il suo nucleo si è scisso in due parti |
| C/1956 R1 Arend-Roland                | Arend - Roland                                              | 8 novembre 1956     | SI                         | SI                                | grande cometa del 1957 |
| C/1959 Q1 Alcock                      | Alcock                                                      | 25 agosto 1959      | NO                         | NO                                | |
| C/1959 Q2 Alcock                      | Alcock                                                      | 30 agosto 1959      | SI                         | NO                                | |
| C/1962 C1 Seki-Lines                  | Tsutomu Seki - Lines                                        | 4 febbraio 1962     | NO                         | SI                                | è stata una cometa radente e grande cometa del 1962 |
| C/1965 S2 Alcock                      | Alcock                                                      | 26 settembre 1965   | NO                         | NO                                | |
| C/1966 R1 Ikeya-Everhart              | Kaoru Ikeya - Edgar Everhart                                | 8 settembre 1966    | NO                         | NO                                | |
| C/1966 T1 Rudnicki                    | Rudnicki                                                    | 15 ottobre 1966     | NO                         | NO                                | cometa con piccola MOID con Venere e la Terra |
| C/1967 C1 Seki                        | Tsutomu Seki                                                | 4 febbraio 1967     | SI                         | NO                                | |
| C/1967 M1 Mitchell-Jones-Gerber       | Herbert E. Mitchell - Mervyn V. Jones - Friedrich W. Gerber | 29 giugno 1967      | NO                         | SI                                | cometa visibile a occhio nudo |
| C/1968 N1 Honda                       | Honda                                                       | 6 luglio 1968       | SI                         | NO                                | |
| C/1968 Q2 Honda                       | Honda                                                       | 30 agosto 1968      | SI                         | NO                                | |
| C/1969 P1 Fujikawa                    | Shigehisa Fujikawa                                          | 12 agosto 1969      | NO                         | NO                                | |
| C/1970 B1 Daido-Fujikawa              | Takashi Daido - Shigehisa Fujikawa                          | 27 gennaio 1970     | SI                         | SI                                | cometa radente |
| C/1970 U1 Suzuki-Sato-Seki            | Suzuki - Sato - Seki                                        | 19 ottobre 1970     | NO                         |                                   | |
| C/1971 E1 Toba                        | Kenji Toba                                                  | 8 marzo 1971        | SI                         |                                   | cometa scoperta da un astrofilo giapponese |
| C/1972 U1 Kojima                      | Nobuhisa Kojima                                             | 31 ottobre 1972     | SI                         | NO                                | |
| C/1973 E1 Kohoutek                    | Luboš Kohoutek                                              | 7 marzo 1973        | NO                         |                                   | |
| C/1974 V2 Bennett                     | John Caister Bennett                                        | 13 novembre 1974    | SI                         | NO                                | cometa probabilmente non più esistente in quanto disgregatasi |
| C/1975 N1 Kobayashi-Berger-Milon      | Toru Kobayashi- Douglas Berger - Dennis Milon               | 2 luglio 1975       | NO                         | SI                                | |
| C/1975 X1 Sato                        | Yasuo Sato                                                  | 5 dicembre 1975     | SI                         | NO                                | |
| C/1976 E1 Bradfield                   | William Ashley Bradfield                                    | 3 marzo 1976        | SI                         | NO                                | ha una piccola MOID con i pianeti Venere e Giove |
| C/1978 R3 Machholz                    | Donald Edward Machholz                                      | 12 settembre 1978   | SI                         | NO                                | |
| C/1983 J1 Sugano-Saigusa-Fujikawa     | Sugano - Saigusa - Fujikawa                                 | 8 maggio 1983       | SI                         |                                   | è una delle comete che sono transitate più vicine alla Terra negli ultimi 2.000 anni, potrebbe essere all'origine dello sciame meteorico delle Andromedidi di giugno |
| C/1985 K1 Machholz                    | Machholz                                                    | 27 maggio 1985      | NO                         | NO                                | |
| C/1986 P1 Wilson                      | Christine Wilson                                            | 5 agosto 1986       | SI                         | NO                                | |
| C/1987 W1 Ichimura                    | Yoshimi Ichimura                                            | 22 novembre 1987    | NO                         | NO                                | |
| C/1987 W2 Furuyama                    | Shigeru Furuyama                                            | 23 novembre 1987    | SI                         | NO                                | |
| C/1988 C1 Maury-Phinney               | Maury - Phinney                                             | 15 febbraio 1988    | SI                         | NO                                | |
| C/1988 Y1 Yanaka                      | Tetsuo Yanaka                                               | 29 dicembre 1988    | NO                         | NO                                | |
| C/1989 W1 Aarseth-Brewington          | Knut Aarseth - Brewington                                   | 16 novembre 1989    | NO                         | SI                                | cometa visibile a occhio nudo |
| C/1990 E1 Cernis-Kiuchi-Nakamura      | Černis - Kiuchi - Nakamura                                  | 14 marzo 1990       | NO                         | NO                                | |
| C/1991 Y1 Zanotta-Brewington          | Zanotta - Brewington                                        | 23 dicembre 1991    | NO                         | NO                                | cometa coscoperta da un astrofilo italiano da Laino (Como) |
| C/1992 N1 Machholz                    | Machholz                                                    | 2 luglio 1992       | NO                         | NO                                | |
| C/1994 N1 Nakamura-Nishimura-Machholz | Masamitsu Nakamura - Nishimura - Machholz                   | 5 luglio 1994       | SI                         | NO                                | |
| C/1995 Y1 Hyakutake                   | Yuji Hyakutake                                              | 25 dicembre 1995    | NO                         | NO                                | |
| C/1996 J1 Evans-Drinkwater            | Evans - Drinkwater                                          | 10 maggio 1996      | NO                         |                                   | il suo nucleo si è frammentato in due parti |
| C/1996 N1 Brewington                  | Brewington                                                  | 4 luglio 1996       | NO                         | NO                                | ha una MOID colla Terra di circa 0,0583 UA |
| C/1996 P2 Russell-Watson              | Russell - Watson                                            | 10 agosto 1996      | NO                         | NO                                | |
| C/1997 K2 SWAN                        | SOHO                                                        | 20 maggio 1997      | SI                         | NO                                | è stata la prima cometa scoperta con lo strumento SWAN della sonda SOHO                                                                                              |
| C/1999 S4 LINEAR                      | LINEAR                                                      | 27 settembre 1999   | SI                         | NO                                | cometa disgregatasi |
| C/2000 W1 Utsunomiya-Jones            | Utsunomiya - Jones                                          | 18 novembre 2000    | SI                         | NO                                | |
| C/2002 E2 Snyder-Murakami             | Murakami - Snyder                                           | 11 marzo 2002       | SI                         | NO                                | cometa scoperta da due astrofili, uno giapponese e uno statunitense                                                                                                  |
| C/2002 O4 Hoenig                      | Hönig                                                       | 22 luglio 2002      | SI                         | NO                                | cometa scoperta visualmente da un astrofilo tedesco divenuto poi astronomo                                                                                           |
| C/2003 A2 Gleason                     | Gleason                                                     | 10 gennaio 2003     | NO                         | NO                                | |
| C/2004 H6 SWAN                        | SOHO                                                        | 13 maggio 2004      | NO                         | NO                                | cometa scoperta da tre astrofili mediante immagini riprese da una sonda spaziale                                                                                     |
| C/2004 S1 Van Ness                    | Michael E. Van Ness                                         | 26 settembre 2004   | SI                         | NO                                | |
| C/2004 V13 SWAN                       | SOHO                                                        | 30 novembre 2004    | SI                         | NO                                | cometa scoperta da due astrofili mediante immagini riprese da due diversi strumenti della stessa sonda spaziale (SOHO)                                               |
| C/2006 M4 SWAN                        | SOHO                                                        | 12 luglio 2006      | SI                         | NO                                | cometa scoperta tramite immagini riprese da una sonda spaziale |
| C/2006 OF2 Broughton                  | Broughton                                                   | 17 luglio 2006      | NO                         | NO                                | |
| C/2006 P1 McNaught                    | McNaught                                                    | 7 agosto 2006       | NO                         | SI                                | grande cometa del 2007, vista a occhio nudo in tutto l'emisfero australe                                                                                             |
| C/2006 VZ13 LINEAR                    | LINEAR                                                      | 13 novembre 2006    | SI                         |                                   | ritenuta al momento della scoperta un asteroide, potrebbe essere all'origine dello sciame meteorico delle Gamma Delfinidi                                            |
| C/2007 N3 Lulin                       | Quanzhi Ye - Lin Chi-Sheng                                  | 11 luglio 2007      | SI                         | SI                                | cometa probabilmente correlata al primo transito nel Sistema solare interno, molto luminosa                                                                          |
| C/2007 W1 Boattini                    | Andrea Boattini                                             | 20 novembre 2007    | NO                         |                                   | cometa scoperta dall'Arizona (Usa) da un astronomo italiano |
| C/2008 S3 Boattini                    | Boattini                                                    | 29 settembre 2008   | SI                         |                                   | cometa scoperta dall'Arizona (Usa) da un astronomo italiano |
| C/2009 P2 Boattini                    | Boattini                                                    | 15 agosto 2009      | SI                         |                                   | cometa scoperta dall'Arizona (Usa) da un astronomo italiano |
| C/2009 R1 McNaught                    | McNaught                                                    | 9 settembre 2009    | NO                         | SI                                | |
| C/2009 UG89 Lemmon                    | Boattini - Grauer                                           | 22 ottobre 2009     | SI                         |                                   | originariamente scoperta come asteroide |
| C/2010 F4 Machholz                    | Donald Edward Machholz                                      | 23 marzo 2010       | NO                         | NO                                | |
| C/2010 U3 Boattini                    | Boattini                                                    | 31 ottobre 2010     | NO                         |                                   | cometa scoperta da un astronomo italiano, ha un nucleo e una distanza perielica insolitamente grandi                                                                 |
| C/2010 X1 Elenin                      | Elenin                                                      | 10 dicembre 2010    | NO                         |                                   | cometa disgregatasi |
| C/2011 L4 PANSTARRS                   | Pan-STARRS                                                  | 24 maggio 2011      | NO                         | SI                                | |
| C/2011 UF305 LINEAR                   | LINEAR                                                      | 31 ottobre 2011     | SI                         | NO                                | cometa con un grande nucleo e un'orbita inusuale |
| C/2012 E2 SWAN                        | SOHO                                                        | 4 marzo 2012        | SI                         | NO                                | cometa appartenente alla famiglia delle comete Kreutz, disgregatasi al passaggio al perielio                                                                         |
| C/2012 K1 PANSTARRS                   | Pan-STARRS                                                  | 14 maggio 2012      | SI                         |                                   | |
| C/2012 S1 ISON                        | Vital Mikalaevič Newski - Novičonok                         | 12 settembre 2012   | NO                         |                                   | cometa radente, disintegratasi il 2 dicembre 2013 al passaggio al perielio, a poco più di 0,01 UA dal Sole                                                           |
| C/2013 A1 Siding Spring               | Siding Spring Survey                                        | 3 gennaio 2013      | SI                         | NO                                | è una cometa iperbolica che nell'ottobre 2014 è passata molto vicina al pianeta Marte                                                                                |
| C/2013 F1 Boattini                    | Andrea Boattini                                             | 23 marzo 2013       | NO                         | NO                                | è una cometa iperbolica scoperta da un astronomo italiano |
| C/2013 H2 Boattini                    | Andrea Boattini                                             | 22 aprile 2013      | SI                         | NO                                | è una cometa iperbolica scoperta da un astronomo italiano |
| C/2013 US10 Catalina                  | Catalina Sky Survey                                         | 31 ottobre 2013     | SI                         | SI                                | |
| C/2013 V1 Boattini                    | Andrea Boattini                                             | 4 novembre 2013     | NO                         | NO                                | è una cometa iperbolica scoperta da un astronomo italiano |
| C/2015 C2 SWAN                        | SOHO                                                        | 25 febbraio 2015    | SI                         | NO                                | |
| C/2017 K2 PANSTARRS                   | Pan-STARRS                                                  | 21 maggio 2017      | NO                         | NO                                | cometa con nucleo molto grande scoperta a una distanza record e con un anticipo record rispetto al tempo del passaggio al perielio                                   |
| C/2018 N2 ASASSN                      | ASASSN                                                      | 7 luglio 2018       | NO                         | NO                                | |
| C/2018 V1 Machholz-Fujikawa-Iwamoto   | Machholz - Fujikawa - Masayuki Iwamoto                      | 7 novembre 2018     | SI                         | NO                                | |
| 2I/Borisov                            | Borisov                                                     | 30 agosto 2019      | NO                         | NO                                | è la prima cometa interstellare mai scoperta, ha un'eccentricità di 3,35705587897315                                                                                 |
| C/2021 A1 Leonard                     | Leonard                                                     | 3 gennaio 2021      | SI                         | SI                                | dopo il passaggio al perielio la cometa si è totalmente disgregata                                                                                                   |
| C/2021 O1 Nishimura                   | Hideo Nishimura                                             | 21 luglio 2021      | NO                         | NO                                | |
| C/2023 A2 SWAN                        | SOHO                                                        | 6 gennaio 2023      | SI                         | NO                                | |
| C/2023 A3 Tsuchinshan-ATLAS           | Tsuchinshan - ATLAS                                         | 22 febbraio 2023    | SI                         | SI                                | la cometa dovrebbe divenire visibile a occhio nudo nell'ottobre 2024                                                                                                 |
| C/2023 V5 Leonard                     | Gregory J. Leonard                                          | 6 novembre 2023     | NO                         | NO                                | la cometa fa parte della famiglia comprendente anche le comete C/1988 A1 Liller, C/1996 Q1 Tabur, C/2015 F3 SWAN e C/2019 Y1 ATLAS                                   |
| C/2024 G3 ATLAS                       | ATLAS                                                       | 5 aprile 2024       | SI                         | SI                                | dovrebbe essere visibile ad occhio nudo nel gennaio 2025 |
| C/2024 S1 ATLAS                       | ATLAS                                                       | 27 settembre 2024   | SI                         | SI                                | dovrebbe raggiungere il perielio il 28 ottobre 2024 diventando visibile ad occhio nudo                                                                               |